# Guru Nanak
Cette page contient des caractères d'alphasyllabaires indiens. En cas de problème, consultez Aide:Unicode.
 (juillet 2008).
Si vous disposez d'ouvrages ou d'articles de référence ou si vous connaissez des sites web de qualité traitant du thème abordé ici, merci de compléter l'article en donnant les références utiles à sa vérifiabilité et en les liant à la section « Notes et références ».
Nānak ou Gurū Nānak Dev   (en pendjabi, ਗੁਰੂ ਨਾਨਕ ਦੇਵ (Gurū Nānak Dev)), né le 15 avril 1469 à Talwandi dans l'actuel Pendjab pakistanais et mort le 7 mai 1539 à Kartarpur du Pakistan (en face du Penjab indien, de l'autre côté de la frontière ; à ne pas confondre avec le Kartarpur de l'Inde) est un mystique et poète indien, maître fondateur du sikhisme et premier des dix Gurus du sikhisme.

## Biographie

### L'enfance de Nanak
Nanak naît en avril 1469, dans un village alors appelé Talwandi au Penjab (aujourd'hui Nankana Sahib au Pakistan), au sein d'une famille lettrée issue de la caste des
Khatri. Le père de Nanak, Kalu, est un fonctionnaire bien établi, comptable ou percepteur des impôts du seigneur local. Kalu et son épouse Tripta sont déjà parents de Nanaki, de quelques années plus âgée que Nanak et qui jouera un rôle protecteur important dans la vie de son petit frère.
Très tôt, Nanak reçoit une éducation lettrée et apprend notamment le Sanskrit et le Persan. Enfant précoce, il est d'un naturel rêveur, au grand désespoir de son père qui doute d'arriver jamais à faire de lui son successeur au service du pouvoir local. De nombreuses anecdotes sont rapportées à ce sujet par ses hagiographes, qui décrivent également la fascination du jeune homme pour les ascètes, sannyasins, yogis et fakirs de toutes sortes, issus des divers courants mystiques hindouistes et musulmans de l'époque et qui sillonnent la région, prêchant et mendiant à l'entrée des villages. Nanak aime à passer du temps en leur compagnie, méditant et s'entretenant des diverses doctrines spirituelles. Une des sakhis (ou anecdote biographique) raconte comment Nanak se voit remettre une somme d'argent par son père qui veut lui inculquer les vertus du commerce : il est chargé d'acheter des biens en ville pour les revendre au village et en faire un petit bénéfice pour son compte personnel. Nanak rentre les mains vides et explique à son père excédé qu'il a donné tous les biens acquis en ville à un groupe de mystiques mendiants qui prêchait le renoncement, « une bonne transaction » selon lui !

### Sa jeunesse
Encore adolescent, Nanak est promis et marié à Sulakhni avec qui il aura deux fils, Lakhmi Das et Siri Chand, futur Baba Sri Chand, maître de la puissante communauté yoguique des Udasis (ou « détachés » de ce monde). Mais Nanak, s'il s'acquitte de ses devoirs de père de famille, n'est pas particulièrement intéressé par la vie familiale.
Pour ménager leur père irrité par le peu d'ardeur professionnelle et la mélancolie mystique de leur fils (une autre sakhi raconte comment Kalu, persuadé que son fils est atteint d'un mal étrange, fait venir le médecin, et comment ce dernier quitte la maison persuadé de sa propre maladie ; être éloigné de Dieu), Nanaki et son époux trouvent du travail à Nanak au service du seigneur Dhaulat Khan Lodi à Sultanpur. Nanak devient intendant des greniers, charge administrative et comptable source d'enrichissement de plus d'un fonctionnaire corrompu, la majeure part de l’impôt et de la rémunération se faisant en grain.
Une sakhi décrit comment Nanak est accusé par ses détracteurs de ruiner son seigneur en distribuant du grain à tout va, aux pauvres, aux mendiants et aux ascètes. Le seigneur vient auditer ses greniers et trouve Nanak en extase, distribuant lui-même le grain et disant « Tera » toutes les treize mesures (tera signifie treize, mais aussi « à Toi » : Nanak voyant Dieu en toute personne, c'est à Dieu qu'il s'adresse en distribuant le grain). Nanak ayant rompu avec la corruption de ses prédécesseurs, le grenier est prospère et le seigneur en repart favorablement impressionné.
Après quelque temps, Nanak quitte ses fonctions.

### L'expérience mystique
Depuis son enfance, Nanak a pris l'habitude de méditer seul ou avec d'autres, au bord des rivières. Un matin, alors qu'il est âgé de vingt-huit ans, il part à la rivière se baigner et méditer, mais ne revient pas. La communauté locale le croit mort, disparu à jamais dans les eaux, et sa famille pleure sa disparition. Il réapparaît trois jours plus tard, quasi-muet, fortement impressionné. L'histoire raconte que les seules paroles qu'il parvient à prononcer forment un poème mystique d'une rare profondeur, qui deviendra le Jap Ji (de japa, répétition), texte fondamental des Sikhs. Il dit aussi qu'il a compris qu'il n'y a « ni hindous, ni musulmans ». C'est alors le début de son œuvre missionnaire et la toute naissance de la religion sikhe. 
Nanak décide à ce moment-là de consacrer sa vie au partage de l'enseignement spirituel. Il confie sa femme et un de ses fils à ses parents, et son autre fils à sa sœur et se prépare à partir découvrir le monde, accompagné d'un barde, Mardana. Ce dernier, de dix ans plus âgé que Nanak qu'il fréquente depuis l'enfance, est le fils du barde attaché à sa famille, un musulman de la caste des mirasis (porteurs de nouvelles, et sortes de griots). Mardana est musicien, joueur de rabab (sorte de luth).
Seul ou avec Mardana, Nanak fera en tout quatre grands voyages, appelés udasis (ou « détachements »), qui correspondent maintenant à l'Inde du Nord, au Népal, au Tibet, à l'Inde du Sud et au Sri Lanka. Nanak visite aussi bien les villages isolés que les grands centres de pèlerinages comme à Puri (temple de Jagannath, en Orissa) ou sur les bords du Gange, où il n'hésite pas à fustiger les pèlerins pour leur ritualisme qui les éloigne du vrai sens de leurs actions. Il prêche également l'égalité de tous : entre castes, entre religions, entre hommes et femmes.
Un de ces voyages, le plus long, emmène Nanak sur les chemins de la Mecque où il accompagne Mardana qui souhaite y faire son pèlerinage. Ils embarquent à Multan et reviennent par la Mésopotamie, la Perse et l'Afghanistan, au moment de l'invasion de l'Inde par Babur, semble-t-il.

### Fondation d'une communauté
Au cours de ses voyages, Nanak touche le cœur de nombreuses personnes, des riches et des puissants, des lettrés, des mystiques, des pauvres et des anonymes. Certains renoncent à tout pour suivre son enseignement. De retour d'un de ses voyages, Nanak acquiert une terre au bord d'une rivière. Il y fonde un village nommé Kartarpur ou « Ville (pure) du Créateur (kartar) » où il demeure avec la communauté de ses disciples. Le mode de vie est proche de celui de nombreuses congrégations religieuses, fondé sur une vie simple, agraire et proche de la nature. La communauté se réunit le matin avant le lever du soleil (amrit vela ou « l'heure ambosiale ») et le soir après la fin des activités, pour méditer, prier et écouter les enseignements du maître. Nanak, à qui ses disciples demandent qui ils sont, s'ils ne sont ni hindous, ni musulmans, leur répond : « vous êtes des disciples, vous êtes des Sikhs ». Le mot sikh dérive en effet d'un terme sanskrit signifiant disciple. Nanak leur indique aussi de cette façon qu'ils ont désormais un maître, une parole de référence et qu'ils ne sont plus en recherche. Nanak est leur Gurū, leur maître spirituel.
Gurū Nanak demeure à Kartarpur jusqu'à la fin de sa vie en 1539. Peu avant sa mort, il désigne un de ses disciples nommé Lehna, comme successeur au service de la communauté, et il le renomme Angad - « de ma propre chair » – comme pour affirmer la continuité de son enseignement d'un Gurū à l'autre.

### Un enseignement musical
Gurū Nanak est à l'origine de la tradition musicale des Sikhs, le Shabad Kirtan, le Verbe, ou shabad, qui supporte l'enseignement (on parle alors de Shabad Gurū) et qui est exprimé dans sa forme la plus subtile, en musique. Ainsi, Gurū Nanak répond aux questions en composant une ode mystique rimée, accompagnée du son du rabab. Le raag (ou raga) est utilisé pour souligner l'expression d'une émotion particulière. Gurū Nanak s'exprime principalement au Pendjabi ancien. Cette forme d'enseignement perdurera et se développera avec les successeurs de Gurū Nanak, tous musiciens talentueux, dont certains n'hésiteront pas à créer de nouveaux raags ou encore à inventer de nouveaux instruments pour mieux exprimer le Shabad.

## Origine de son nom
Nanak est probablement prénommé ainsi en référence au nom de sa sœur, Nanaki. Nanaki est un nom féminin signifiant « de (ki) et ses grands-parents maternels (nana) », indiquant ainsi que la sœur du Guru est sans doute née au domicile des parents de Tripta.
Mais Nanak signifie également « sans (na) et nez (nek) », signifiant par là qu'il n'est pas centré sur sa personne, qu'il n'a pas d'égo.

## Les sources
Plusieurs sources permettent de retracer avec plus ou moins de précision la vie de Guru Nanak.
La première d'entre elles est le corpus de ses propres écrits. Ceux-ci, écrits, signés et datés de sa main, utilisent volontiers les circonstances comme support à l'enseignement spirituel. Ainsi, les lieux (Guru Nanak observe la nature et chante la Conscience Créatrice qu'il perçoit à travers Son œuvre, la création) et les évènements (l'invasion de Babur, par exemple) permettent de donner des indications précises et précieuses de ce dont il a été témoin.
D'autres sources encore sont les Janamsakhis, recueils hagiographiques postérieurs à la mort du Guru, souvent illustrés dans un style moghol. Ces recueils content les aventures du Guru, avec parfois un parti-pris, voire carrément des inventions. C'est ainsi que l'on voit apparaître le Guru en compagnie de Mardana, musulman, et d'un autre disciple, « Bala », décrit comme hindou. Il s'avère que Bala est une invention, ou du moins un personnage bien postérieur, destiné à « équilibrer » l'entourage de Guru Nanak, certains s'étant émus qu'il ait effectué ses voyages en compagnie d'un musicien né et mort musulman !
Une autre source est celle des Vaar (ou poèmes épiques) composés à la fin du XVIe siècle par Bhai Gurdas après une campagne de recherches biographiques menées à la demande de Guru Hargobind, 6e Guru des Sikhs.
Enfin, la culture populaire orale du Pendjab a conservé dans ses chants, ses histoires et ses noms de lieux de nombreuses traces du passage du Guru.